# Otumba
Otumba é um município do estado do México, no México.

## Demografia

### Religião
Os frades franciscanos do século XVI construíram um convento no município, em uma antiga plataforma pré-hispânica, atualmente pode-se ver a Igreja Paroquial da Imaculada Conceição.

## Cultura
A cultura desse município é caracterizada pelas tradições indígenas e espanholas.